# 조 나마스

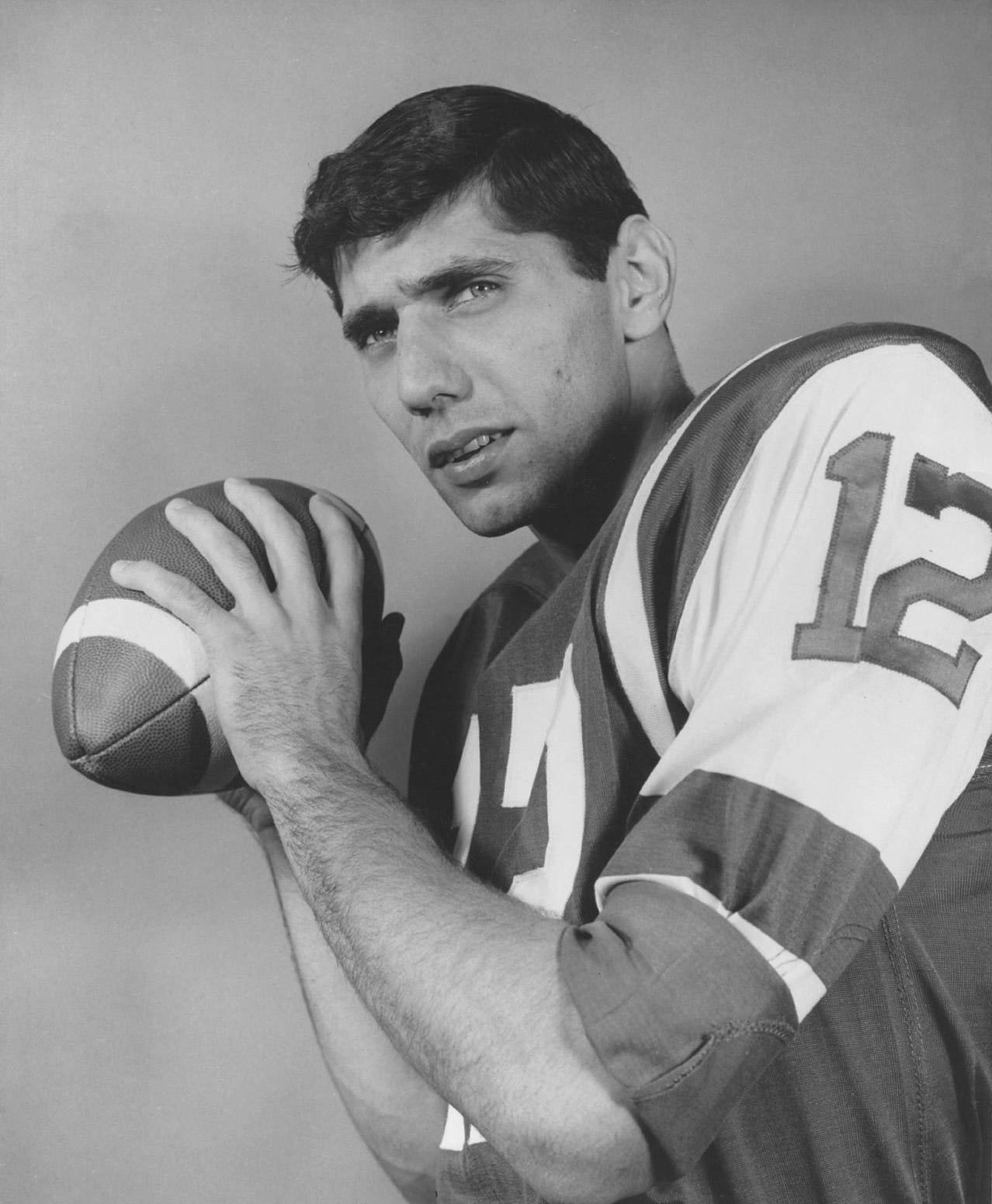

조 나마스(Joe Namath, 본명: Joseph William Namath, 1943년 5월 31일 ~ )는 전 미식축구 쿼터백이다. 13개 시즌 동안, 주로 뉴욕 제츠에서 아메리칸 풋볼 리그(AFL)와 내셔널 풋볼 리그(NFL)에서 활약했다. 앨라배마 대학교의 칼리지 풋볼에 시니어로서 참가했고 내셔널 챔피언십에서 우승했다.

## 배우 경력

### 영화
- 불타는 가슴
- 지옥의 사자들
- 차타누가 폭소 열차
- 더 웨딩 링거
- 잠수 특전대
- 언더독스
- 더 웨딩 링거

### 텔레비전
- 더 브래디 번치
- A 특공대
- 외계인 알프
- 못말리는 번디 가족
- 심슨 가족